# Antoni Dobrowolski (Widerstandskämpfer)

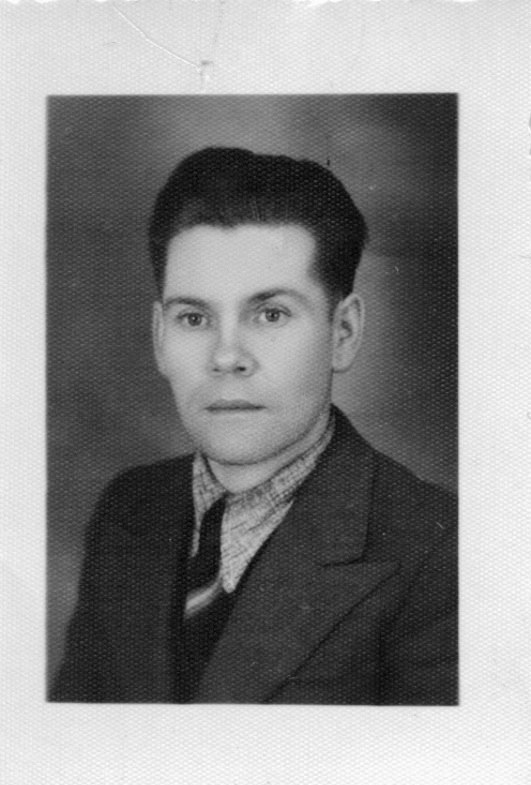
Antoni Dobrowolski

Antoni Dobrowolski (* 8. Oktober 1904 in Wolbórz; † 21. Oktober 2012 in Dębno, Woiwodschaft Westpommern) war ein polnischer Widerstandskämpfer und Überlebender des Holocaust.

## Werdegang
Dobrowolski war Lehrer an einer Grundschule. Nach dem Einmarsch der Wehrmacht in Polen schloss er sich der Geheimen Lehrerorganisation (TAN) an. Er wurde im Juni 1942 von der Gestapo verhaftet und in das Stammlager Auschwitz deportiert, wo er die Lagernummer 38081 trug. Später kam er nach Groß-Rosen, schließlich nach Sachsenhausen. Nach Kriegsende kehrte er in Polen in den Schuldienst zurück.
Bei seinem Tod im Alter von 108 Jahren war er der älteste überlebende Auschwitz-Häftling.